# Doña Antonia de Ipeñarrieta y Galdós in njen sin Don Luis
Antonia de Ipeñarrieta y Galdós s sinom Luisom je portret Diega Velázqueza iz leta 1634, ki je zdaj v muzeju Prado. Doña Antonia in njen sin Luis sta prikazana stoječa, ujeta v elegantni melanholiji. Ženska se opira na stol, da poudari svoj družbeni status na dvoru, kjer je imela pravico sedeti. Glede na različne študije platna se domneva, da bi lahko bila otroška figura dodana naknadno.
V tem portretu začne Velázquez na novo interpretirati dolge poteze pod vplivom Juana Pantoje de la Cruza, daje več izraza in občutljivosti, izraža svoj naraven in lahkoten način ter ujame zlato svetlobo z nerazložljivo tehniko.

## Zgodovina
Portret je do leta 1905 pripadal družini, upodobljeni na sliki, v kateri je njegova takratna lastnica Doña María del Pilar Azlor de Aragón y Guillamas, XV. vojvodinja Villahermosa, sedma vnukinja ženske na portretu, zapustila slika in njen partner, ki je pripadal drugemu možu Doñe Antonie, Don Diegu del Corral y Arellano, istega umetnika, naslikana pred leti, v muzej Prado v Madridu.
Leta 1989 je bila slika del razstave o Velázquezu, ki je potekala v Metropolitanskem muzeju umetnosti v New Yorku.

## Prikazane osebe

### Antonia de Ipeñarrieta
Plemiškega rodu je bila doña Antonia de Ipeñarrieta hči Cristóbala in Antonie, rojena v Villareal de Urrechu v provinci Guipúzcoa (País Vasco), kjer je imela njena družina v lasti veliko palačo na pobočju gore Irimo. Bila je dvorna dama Izabele Francoske, soproge španskega kralja in hišna služabnica Balthasarja Charlesa, princa Asturije; umrla je v Madridu leta 1634.
Najprej je bila poročena z donom Garcío Pérezom de Aracielom, vitezom reda Santiaga, profesorjem prava na univerzi v Salamanci in generalnim državnim tožilcem Kastiljskega sveta, ki je umrl leta 1624. Ko je postala vdova, se je ponovno poročila v Madridu leta 1627 z don Diegom del Corralom y Arellanom, profesorjem prava na univerzi v Salamanci, odvetnikom Real Audiencia y Chancillería de Valladolid (1608), odvetnikom in svetovalcem Consejo de Hacienda (1612 in 1622), odvetnik in svetovalec Supremo de Justicia (1616 in 1618), vitez Santiaškega reda (1622) in Kastiljskega sveta (1629).

### Luis del Corral y Arellano
Tretji otrok Doñe Antonie in njenega drugega moža Don Diega, Luis, se je rodil v Madridu in bil krščen pod imenom Luis Vicente. Ni sledil družinski tradiciji prava in služenja španske monarhije in je živel stran od dvora, prebival v mestih Madrid in Baeza, poročen z očetovo sestrično, ki je ni nasledil.